# 台湾の書院の一覧
台湾の書院の一覧（たいわんのしょいんのいちらん）は、台湾の書院の一覧。

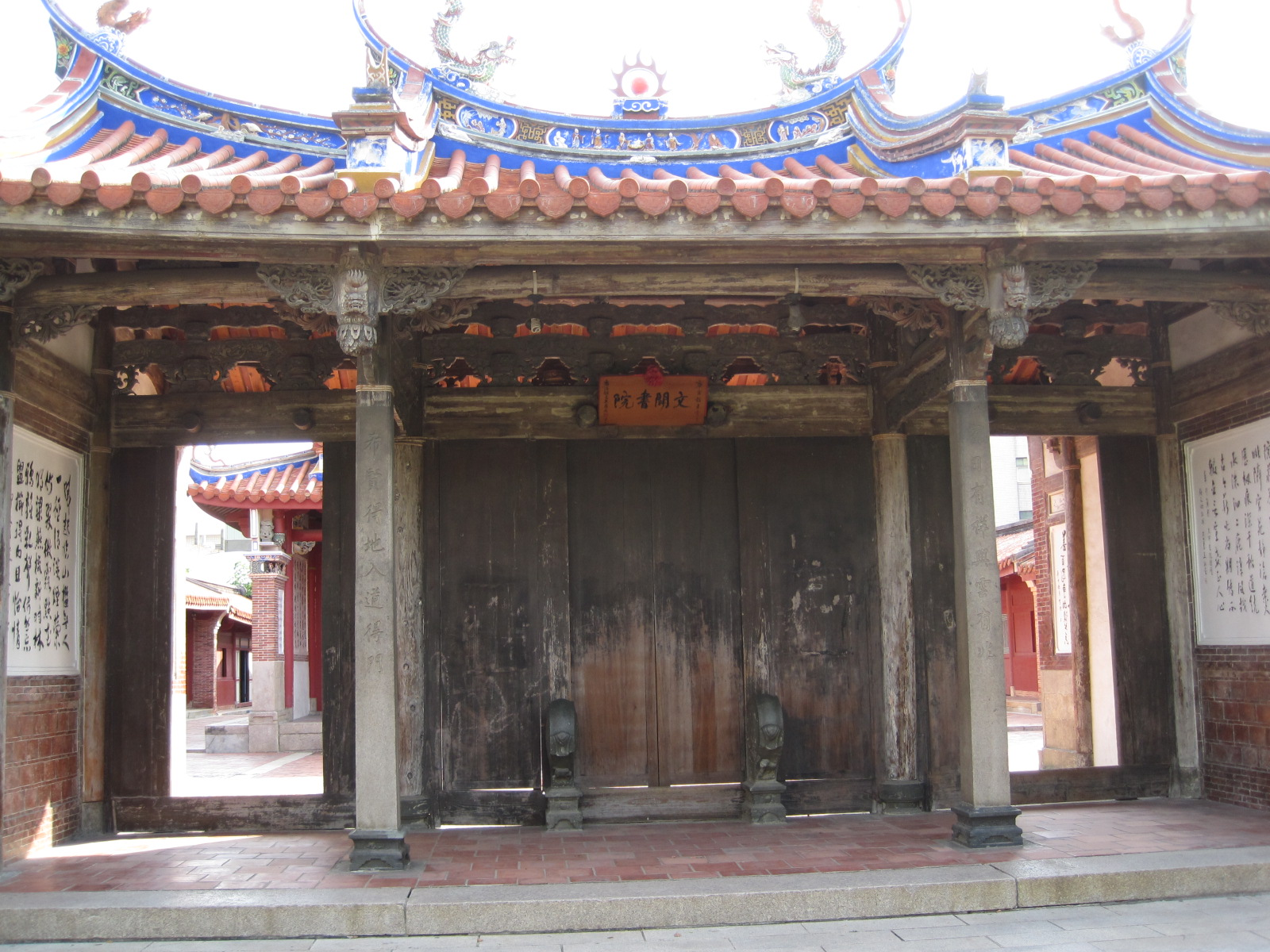
鹿港文開書院

## 台北市
- 明志書院（中国語版）（現存）
- 学海書院（中国語版）（現存）
- 樹人書院
- 明道書院
- 登瀛書院
- 大観書院（中国語版）（現存）

## 台中市
- 文英書院
- 磺渓書院（中国語版）（現存）
- 宏文書院

## 台南市
- 崇文書院
- 海東書院
- 中社書院（中国語版）（現存）
- 正音書院
- 南社書院
- 南湖書院
- 引心書院
- 蓬壺書院（中国語版）（現存）
- 玉山書院
- 奎樓書院
- 西定坊書院
- 鎮北坊書院
- 彌陀室書院
- 竹渓書院
- 安東坊書院

## 高雄市
- 屏山書院
- 正音書院
- 鳳閣書院
- 萃文書院（中国語版）（現存）
- 鳳儀書院（中国語版）（現存）

## 基隆市
- 崇基書院

## 宜蘭県
- 仰山書院

## 新竹県
- 明志書院（中国語版）

## 苗栗県
- 英才書院（現存）

## 彰化県
- 正音書院
- 白沙書院
- 道東書院（中国語版）（現存）
- 文開書院（中国語版）（現存）
- 螺青書院
- 主静書院
- 興賢書院（中国語版）（現存）
- 鰲文書院

## 南投県
- 藍田書院（現存）
- 登瀛書院（現存）
- 正心書院
- 明新書院（中国語版）（現存）
- 啓文書院

## 雲林県
- 龍門書院
- 振文書院（中国語版）（現存）
- 修文書院
- 奎文書院

## 嘉義県
- 正音書院
- 玉峰書院
- 羅山書院
- 登雲書院

## 屏東県
- 屏東書院（中国語版）（現存）
- 朝陽書院
- 雪峰書院

## 澎湖県
- 文石書院（中国語版）（現存）